# Haus Schmitt von Winterfeld

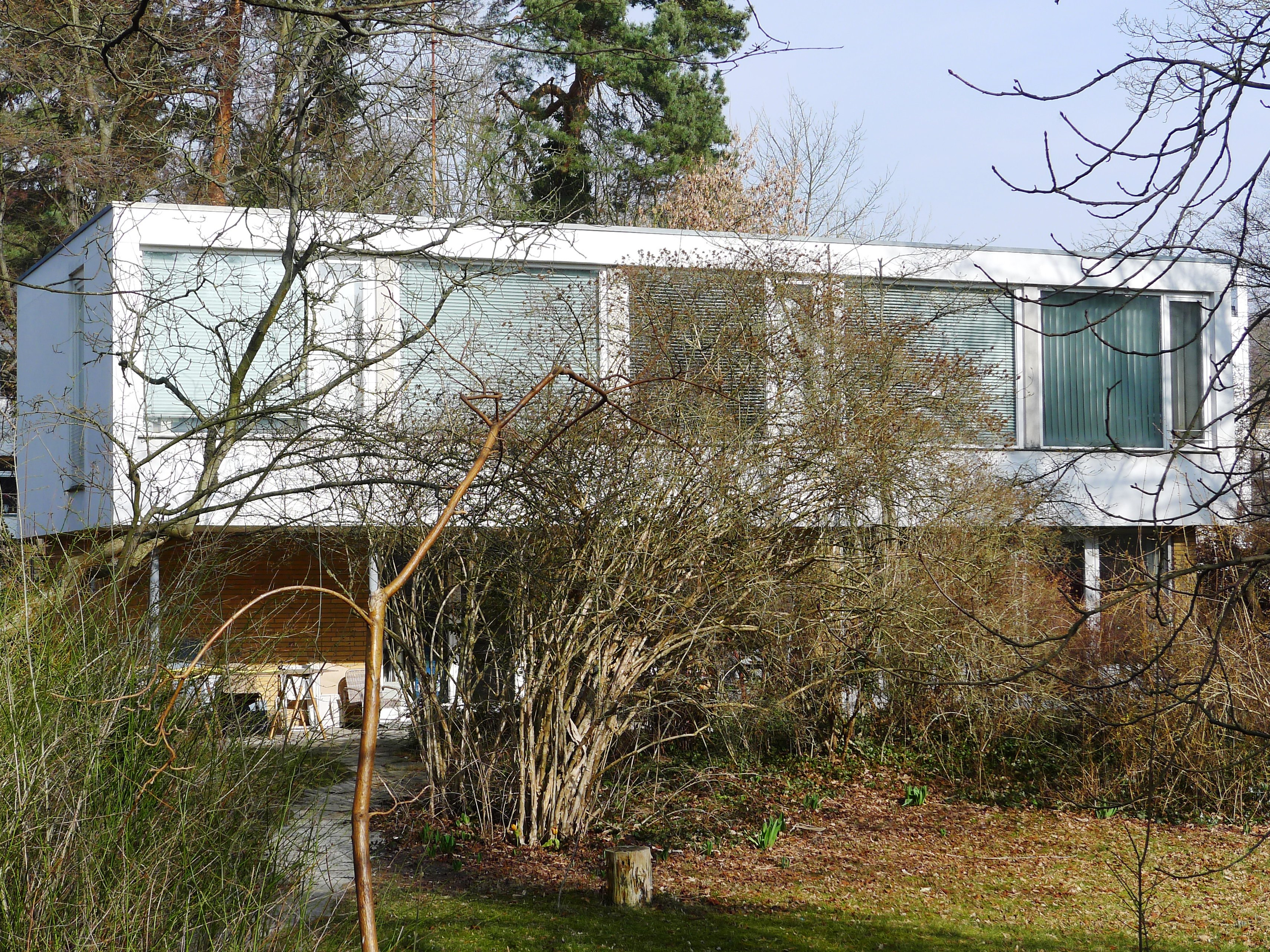
Haus Schmitt von Winterfeld in der Tannenbergallee (2014)

Das Haus Schmitt von Winterfeld wurde von dem Architekten und Mies van der Rohe-Schüler Eduard Ludwig 1960/61 als zweigeschossiges Einfamilienhaus mit Einliegerwohnung für die Familie von Elisabeth Schmitt von Winterfeld und Rudolf J. Schmitt in Berlin-Westend errichtet. Es war der letzte noch zu Lebzeiten des Architekten realisierte Bau. Als bedeutendes und bis heute weitgehend im Originalzustand erhaltenes Zeugnis der Nachkriegsmoderne wurde das Haus einschließlich Garage, Zaun und Toranlage 2003 in die Berliner Baudenkmalliste aufgenommen. Die Planung für den Garten des Hauses stammt von Walter Rossow. Das Haus war bis zu dessen Tod 2016 Wohnort und Wirkungsstätte des Grafikers und Malers Rudolf J. Schmitt.